# Dusona sericea
Dusona sericea är en stekelart som först beskrevs av Carl Gustav Alexander Brischke 1880.  Dusona sericea ingår i släktet Dusona och familjen brokparasitsteklar. Inga underarter finns listade i Catalogue of Life.